# 楽視グループ
楽視グループ（らくしグループ、中国語：乐视集团、英語：LeEco Group）は、中華人民共和国の持ち株会社。傘下にテレビやスマートフォンの製造、インターネット・ポータル、電子商取引、自動車製造、情報技術などの事業会社を持ち、本社は北京市海淀区。創業者、現董事長は賈躍亭。英語ではLeEco（ル・エコ）と言う名称、ブランドを使用。
多角化した事業形態を楽視生態系という意味で「楽視生態」と呼んでいる。

## 概要
2004年11月創業。
2010年8月には中国で創業から最速で世界的に株式を上場した企業となった。
2014年には自動車製造にも進出したものの、現時点ではコンセプトカーの発表のみにとどまっている。
2017年現在は、Le Vision Pictures、Le Super TV（楽視超級電視）、LeMobile（楽視移動、楽視モバイル）、LeMusic（楽視音楽）、Le Sports（楽視体育、楽視スポーツ）、楽視ネット（楽視網）、楽視ニュース（楽視致新）、楽視映画（楽視影業）、楽視証券（楽視控股）、花児映画（花児影業）などの事業会社を傘下に持つ。

## 沿革
- 2002年 - 賈躍亭が山西省太原市にて山西西貝尔通信公司を創業。山西省内の中国聯合通信の委託業務を請け負う。
- 2003年 - 北京西伯尔通信公司を設立。
- 2004年 - 北京西伯尔通信公司のモバイル業務部を独立させ、楽視網を創業。
- 2005年 - 中国聯合通信のメディアコンテンツ提供を開始。
- 2006年 - 中国中央電視台とモバイル事業で提携。
- 2008年 - 中国電影集団とインターネットテレビ、携帯電話向け映像配信で提携。
- 2010年 - 深圳証券取引所で株式上場。
- 2011年 - 楽視影業（Le Vision Pictures）を張昭と共同創業。
- 2012年 - 液晶テレビ発売。

## 参照
1. ↑  “乐视超级汽车"国产变进口" 仍需面对诸多问题”. 网易汽车. (2016年3月10日) 2016年3月11日閲覧。
2. ↑  “乐视云完成融资10亿元 重庆战略基金领投”. 凤凰. (2016年3月4日) 2016年3月11日閲覧。
3. ↑  “乐视“See计划”曝光 “超级汽车”复刻“超级电视”成功模式？”. (2014年12月10日) 2016年3月11日閲覧。
4. ↑  “贾跃亭：乐视的目标不只是超越IAT”. CBSi中国·PChome. (2016年2月29日) 2016年3月11日閲覧。
5. ↑  “インドでの大量解雇が報道される中、中国テック大手のLeEco（楽視）が22億米ドルを資金調達【報道】”.   THE BRIDGE (2017年4月10日). 2017年10月11日閲覧。